# 原田金一郎
原田金一郎（はらだ きんいちろう、1947年6月1日 - ）は、日本の経済学者、元大阪経済法科大学教授。ラテンアメリカ経済研究が専門。

## 略歴
青森県三戸郡名久井村（現名川町）生まれ。1972年神戸大学経済学部卒、1978年同大学院経済学研究科博士課程満期退学、1978年大阪経済法科大学講師、1980年助教授、1999年教授。
1998年、論題「周辺資本主義論序説：ラテンアメリカにおける資本主義の形成と発展」で神戸大学より博士（経済学）。

## 著書
- 『周辺資本主義論序説 ラテンアメリカにおける資本主義の形成と発展』藤原書店 1997
- 『周辺部としてのラテンアメリカを歩く 中米、カリブ、ペルー紀行30 years』大村書店 2004
- 『貧困からの脱出 ペルー,ビジャ・エルサルバドル市の体験』ふくろう出版 2010

### 共編著
- 『転換期の中米地域 危機の分析と展望』加茂雄三,細野昭雄共編著 大村書店 1990

### 翻訳
- サミール・アミン『世界的規模における資本蓄積 第2分冊 (周辺資本主義構成体論)』野口祐共訳 柘植書房 1979
- A.エマニュエル ,サミール・アミン,チャールズ・ベッテルハイム、クリスチャン・パロワ『新国際価値論争 不等価交換論と周辺』柘植書房 1981
- サミール・アミン『世界的規模における資本蓄積 第3分冊 (中心=周辺経済関係論)』柘植書房 1981
- ホセ=カルロス・マリアテギ『ペルーの現実解釈のための七試論』柘植書房 1988
- エンリケ・セーモ『メキシコ資本主義史 その起源1521-1763年』監訳 大村書店 1994

## 論文
- <原田金一郎